# Armée kirghize
Les forces terrestres kirghizes, également connues sous le nom d' armée kirghize, sont la branche terrestre des forces armées Kirghizes.

## Histoire

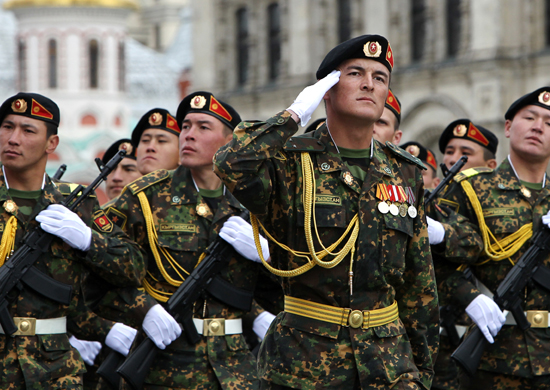
Le contingent de défilé de la division Panfilov lors du défilé du Jour de la Victoire à Moscou en 2010 sur la Place Rouge en 2010.

En avril 1992, le Kirghizistan a créé un Comité d'État pour les affaires de défense et, en juin de la même année, la république a pris le contrôle de toutes les troupes présentes sur son territoire (c'est-à-dire des unités restantes stationnées au Kirghizistan). En 1994, 30 % du corps des officiers étaient d’origine russe. Le premier commandant était le général Valentin Luk'yanov (ru), d'origine ukrainienne. Dans des sources russes, Luk'yanov est répertorié comme commandant de la 8e division de fusiliers motorisés de la Garde de 1985 à 1991.
Le 25 janvier 2017, le président Almazbek Atambaev a officiellement fondé l'armée kirghize, avec le colonel Erlis Terdikbayev comme premier chef d'état major.

## Structure
Les forces terrestres sont divisées en 2 commandements militaires, les groupes de forces du Nord et du Sud,.

### Groupe de forces du Nord
- 8e division de fusiliers motorisés de la garde "Panfilov" ( Tokmok )
- 2e brigade de fusiliers motorisés de la garde "Frounze" ( Koy-Tash )
- Régiment de chars indépendant
- Bataillons de fusils mitrailleurs (Karakol)
- Bataillons d'artillerie (Naryn)
- Bataillon du Génie
- Bataillon des transmissions
- 25e brigade des forces spéciales "Scorpion"(Tokmok)
- Brigade d'artillerie
- Brigade Balyktchynski
- Unités spécialisées

### Groupe de forces du Sud
- 68e brigade indépendante de fusiliers de montagne (Osh)[8]
- Bataillon blindé (district d'Ala-Buka)
- Bataillon de fusils mitrailleurs et d'artillerie[9]
- Bataillon de fusiliers de montagne "Batken"[8]
- 24e brigade spéciale indépendante "Ilbirs" (Léopard des neiges) (Kök-Janggak)[10]
- Bataillon de reconnaissance[11]
- régiment d'artillerie anti-aérienne[12]
- parties et subdivisions de support, protection chimique, etc.

## Équipement
Armes légères
| Nom                               | Origine    | Calibre           | Image     | Remarques                       |
| Pistolets                         | Pistolets  | Pistolets         | Pistolets | Pistolets                       |
| --------------------------------- | ---------- | ----------------- | --------- | ------------------------------- |
| Makarov                           | USSR       | Makarov 9 × 18 mm |           |                                 |
| Stechkine                         | USSR       | Makarov 9 × 18 mm |           |                                 |
| Fusils et carabines               |            |                   |           |                                 |
| SKS                               | USSR       | 7,62 × 39 mm      |           | Usage cérémonial                |
| AKS-74U                           | USSR       | 5,45 × 39 mm      |           | Carabine standard               |
| Fusils d'assaut                   |            |                   |           |                                 |
| AK-47                             | USSR       | 7,62 × 39 mm      |           | [ 13 ]                          |
| AKM                               | USSR       | 7,62 × 39 mm      |           | [ 14 ]                          |
| AK-74                             | USSR       | 5,45 × 39 mm      |           |                                 |
| AN-94                             | Russie     | 5,45 × 39 mm      |           | 60 donnés par la Russie en 2012 |
| QBZ-95                            | Chine      | 5,8 × 42 mm DBP87 |           | [ 16 ]                          |
| Carabine M4                       | États-Unis | 5,56x45mm OTAN    |           |                                 |
| Fusils de tireur d'élite désignés |            |                   |           |                                 |
| SVD Dragounov                     | USSR       | 7,62 × 54 mmR     | </img>    | [ 17 ]                          |
| MKEK JNG-90                       | Turquie    | 7,62 × 51 mm      | </img>    | [ 18 ]                          |
| Mitrailleuses                     |            |                   |           |                                 |
| RPK                               | USSR       | 7,62 × 39 mm      | </img>    |                                 |
| RPK-74                            | USSR       | 5,45 × 39 mm      | </img>    |                                 |
| Mitrailleuse PK                   | USSR       | 7,62 × 54 mmR     | </img>    | [ 17 ]                          |
| NSV                               | USSR       | 12,7 × 108 mm     | </img>    |                                 |
| Lance-roquettes                   |            |                   |           |                                 |
| HAR-66                            | Turquie    |                   |           | [ 19 ]                          |

### Blindés
| Type                                    | Modèle          | Origine                   | Quantité en 2023 | Remarques |
| --------------------------------------- | --------------- | ------------------------- | ---------------- | --------- |
| Char de combat principal                | T-72            | Russie / Union soviétique | 150              |           |
| Véhicule de combat d'infanterie         | BMP-1           | Union soviétique          | 230              |           |
| Véhicule de combat d'infanterie         | BMP-2           | Russie / Union soviétique | 90               |           |
| Véhicule de reconnaissance              | BRDM-2 BRDM-2M  | Union soviétique          | 30 9             |           |
| Véhicule blindé de transport de troupes | BTR-70 BTR-70M  | Russie / Union soviétique | 25 20            |           |
| Véhicule blindé de transport de troupes | BTR-80          | Russie / Union soviétique | 10               |           |
| Canon sans recul                        | SPG-9           | Union soviétique          | N/C              |           |
| Canon anti chars                        | MT-12 Rapira    | Union soviétique          | 18               |           |
| Canon anti chars                        | M1944           | Union soviétique          | 18               |           |
| Obusier automoteur                      | 2S1 Gvozdika    | Union soviétique          | 18               |           |
| Mortier automoteur                      | 2S9 NONA-S      | Union soviétique          | 12               |           |
| Obusier                                 | D-30            | Union soviétique          | 72               |           |
| Obusier                                 | M-30            | Union soviétique          | 35               |           |
| Obusier                                 | D-1 (en)        | Union soviétique          | 16               |           |
| Lance roquettes multiple                | BM-21 Grad      | Russie / Union soviétique | 15               |           |
| Lance roquettes multiple                | BM-27 Ouragan   | Russie / Union soviétique | 6                |           |
| Mortier                                 | M-120           | Union soviétique          | 48               |           |
| Mortier                                 | 2S12 Sani       | Union soviétique          | 6                |           |
| Canon anti aérien                       | ZSU-23-4 Shilka | Union soviétique          | 24               |           |
| Canon anti aérien                       | S-60            | Union soviétique          | 24               |           |
| MANPADS                                 | 9K32 Strela-2   | Union soviétique          | N/C              |           |
| Missile sol-air courte portée           | 9K35 Strela-10  | Union soviétique          | N/C              |           |

## Les références
- (en) Cet article est partiellement ou en totalité issu de l’article de Wikipédia en anglais intitulé « Kyrgyz Army » (voir la liste des auteurs).

1. ↑  Pike, « Kyrgyzstan- Army », globalsecurity.org (consulté le 23 septembre 2017)
2. ↑  Lydia M. Buyers, Central Asia in Focus: Political and Economic Issues, Nova Publishers, 2003 (ISBN 9781590331538, lire en ligne)
3. ↑  Hays, « MILITARY IN KYRGYZSTAN: WEAPONS, TROOPS, POLICY | Facts and Details », factsanddetails.com (consulté le 3 décembre 2017)
4. ↑  Лукьянов Валентин Михайлович // Челябинская область: энциклопедия / гл. ред. К. Н. Бочкарёв. — Челябинск: Каменный пояс, 2008. — Т. 3. — К—Л. — 832 с. —  (ISBN 978-5-88771-074-7)
5. ↑  « Land Forces established in Kyrgyzstan », 25 janvier 2017
6. ↑  « Kyrgyzstan Kyrgyz army land ground forces UK »
7. ↑  Vad777, accessed July 2008, reporting http://www.sk.kg/2004/n19/7.html – 2004, a dead link
8. 1 2  ЦЕНТРАЛЬНО-АЗИАТСКИЙ РУБЕЖ ОРГАНИЗАЦИИ ДОГОВОРА О КОЛЛЕКТИВНОЙ БЕЗОПАСНОСТИ
9. ↑  (ru) Ибраев, « Бригада "Илбирс", дислоцированная в Кок-Жангаке, обзавелась новым военным городком », K-News,‎ 26 mai 2015 (consulté le 30 janvier 2021)
10. ↑  (ru) « Новая воинская часть построена для спецназа минобороны "Илбирс" », kyrtag.kg (consulté le 30 janvier 2021)
11. ↑  Десантные части и соединен
12. ↑  « Военнослужащих спецназа "Илбирс" передислоцировали из Оша в Кок-Жангак »
13. ↑  Gordon L. Rottman et Johnny Shumate, The AK-47: Kalashnikov-series assault rifles, 78 p. (ISBN 978-1-84908-835-0)
14. ↑  Small Arms Survey, Small Arms Survey 2004: Rights at Risk, Oxford University Press, 2004, 313 p. (lire en ligne [archive du 30 août 2018]), « An Anomaly in Central Asia?: Small Arms in Kyrgyzstan »
15. ↑  Gorenburg, « External Support for Central Asian Military and Security Forces »
16. ↑  (en-US) « Спецназ Вооруженных сил Кыргызстана в Китае », orientalist-v.livejournal.com,‎ 4 décembre 2016 (consulté le 9 août 2022)
17. 1 2  Jane's infantry weapons, 2009-2010 2009/2010, Coulsdon, 35th, 2009 (ISBN 978-0-7106-2869-5)
18. ↑  (en) Abdimalikova, « Armed Forces of Kyrgyzstan receive military equipment », Turkic World, 18 février 2022 (consulté le 7 août 2022)
19. ↑  Villa et Passos, « Engagement of Military Peacekeepers in Brazilian Politics (2011–2021) », Armed Forces & Society,‎ 22 avril 2022, p. 0095327X2210872 (ISSN 0095-327X, DOI 10.1177/0095327x221087254, S2CID 248359142, lire en ligne)
20. ↑  (en) the military balance 2023 (ISBN 9781000910704), p. 181